# Romagna Albana
Romagna Albana è la denominazione di alcuni vini a DOCG prodotti in Emilia-Romagna.

## Zona di produzione
La zona di produzione comprende l'intero territorio dei seguenti comuni:
- in provincia di Forlì-Cesena: Castrocaro Terme e Terra del Sole, Forlì, Forlimpopoli, Meldola, Bertinoro, Cesena, Montiano, Roncofreddo, Savignano sul Rubicone, Longiano;
- in provincia di Ravenna: Castel Bolognese, Riolo Terme, Faenza, Casola Valsenio, Brisighella
- in Città metropolitana di Bologna: Borgo Tossignano, Casalfiumanese, Castel San Pietro Terme, Dozza, Fontanelice, Imola, Ozzano dell'Emilia[1]

## Storia
L'ipotesi che l'Albana sia stato introdotto in Romagna dai Romani non è provata. La prima testimonianza certa risale al 1300 quando Pier de' Crescenzi traccia una specie di mappa qualitativa del vitigno individuando appunto le località in cui esso si esprimeva al massimo.
Nel 1900 la stessa operazione è ripetuta da Mariani Savelli del Regio Laboratorio Autonomo di Chimica Agraria di Forlì.
A testimoniare l'importanza della vitivinicoltura della zona fanno fede le numerose cantine scavate nello “Spungone” e la tradizione antica di trarre dal vitigno Albana diverse qualità di vino. Dall'uva di primo raccolto derivava un vino secco da usare durante le assolate giornate di lavoro estivo; dal secondo raccolto si ricavava invece il vino “amabile” ed infine dai grappoli appesi nei solai, il “passito” delle feste ed il “vino da messa”. Di conseguenza una vigna di Albana era presente in ogni azienda agricola della zona ed i vini prodotti sono stati per secoli perfettamente “integrati” nella vita quotidiana dei romagnoli.

## Tecniche di produzione
Erano previste anche le tipologie Albana di Romagna e Albana di Romagna spumante
Il territorio di produzione della DOCG si snoda a fianco della catena o “vena” dello “Spungone romagnolo”, una dorsale costituita da calcari arenacei organogeni risalenti al pliocene. I terreni che l'affiancano sono argillosi o argillo-limosi più o meno ricchi di calcare, ma in parte anche sabbiosi (questi ultimi poveri di calcare); tutti situati ad una quota superiore ai 100 m s.l.m. e quindi ben esposti. Sono comunque terreni capaci di contenere la vigoria delle viti a tutto vantaggio del quadro aromatico dell'uva prodotta.
I vini della DOCG sono quindi il frutto precipuo di questo particolare contesto al punto tale che i numerosi tentativi di ambientazione del vitigno Albana in altre zone ha dato sempre risultati scadenti. Essi posseggono una “nota” unica; sono ascrivibili alla categoria dei sentori vegetali (sono anche definiti come fortemente tanninici), ma di difficile classificazione per cui si preferisce parlare di odore caratteristico dell'Albana. A seconda della percentuale di calcare nel terreno, ad esso si accompagnano note floreali ed un fruttato in cui prevale il sentore di albicocca.

## Disciplinare
L'Albana di Romagna è stato riconosciuto come DOC con DPR 21.07.1967, pubblicato sulla Gazzetta Ufficiale n. 209 del 21.8.1967;

È stato riconosciuto come DOCG con D.P.R. del 13.04.1987 pubblicato sulla Gazzetta Ufficiale n. 245 del 20.10.1987.

Successivamente il disciplinare è stato modificato con
- DM 02.07.2004 - G.U. n. 170 del 22.07.2004
- DM 31.08.2004 - G.U. n. 216 del 14.09.2004
- DM 22.09.2011 G.U. 235 – 8.10.2011
- DM 30.11.2011 G.U. 295 – 20.12.2011
- DM 20.05.2013 Sito ufficiale Mipaaf
- DM 07.03.2014 Sito ufficiale Mipaaf
- Provvedimento n.23006 del 22.3.2016 Sito ufficiale Mipaaf
- DM 20.03.2018 G.U. 84 – 11.04.2018

La versione attuale è stata approvata con Provvedimento Ministeriale 12.07.2019 Sito ufficiale Mipaaf

## Tipologie

### Romagna Albana
| uvaggio                        | Albana 95% |
| resa massima di uva per ettaro | 100 q.     |

| Romagna Albana              | secco       | amabile     | dolce       | passito     | passito riserva |
| titolo alcolometrico minimo | 12.00% vol. | 12.50% vol. | 12,50% vol. | 17,00% vol. | 24,00% vol      |
| acidità totale minima       | 4,50 g/l.   | 4,50 g/l.   | 4,50 g/l.   | 5,0 g/l     | 6,5 g/l         |
| estratto secco minimo       | 16,00 g/l.  | 16,00 g/l.  | 18,00 g/l.  | 27,00 g/l.  | 44 g/l.         |
| zuccheri riduttori          | -           | -           | -           | 70 g/l.     | -               |
| resa massima di uva in vino | 70%.        | 70%         | 70%         | 50%         | 50%             |

#### Caratteri organolettici
Il vino si presenta di color giallo paglierino tendente al dorato con l’età. Al naso presenta un profumo lieve e caratteristico. Al palato il sapore è asciutto, un po’ tannico, caldo armonico.

#### Abbinamenti consigliati
In particolare è indicato l’abbinamento a pietanza di pesce, tra cui zuppe e brodetti.